# Buclovany
Buclovany és un poble i municipi d'Eslovàquia. Es troba a la regió de Prešov, al nord del país. El 2022 tenia una població estimada de 203 habitants.
La primera referència escrita a la vila data del 1345.

## Demografia
| Godina             | 1994 | 2004   | 2014   | 2024   |
| ------------------ | ---- | ------ | ------ | ------ |
| Nombre de persones | 244  | 228    | 213    | 199    |
| Diferència         |      | −6,55% | −6,57% | −6,57% |

| Godina             | 2023 | 2024   |
| ------------------ | ---- | ------ |
| Nombre de persones | 203  | 199    |
| Diferència         |      | −1,97% |